# Aloe angusta
Aloe angusta é uma espécie de liliopsida do gênero Aloe, pertencente à família Asphodelaceae.